# Yasuyoshi Nara
Yasuyoshi Nara (奈良 安剛 Nara Yasuyoshi?, nacido el 12 de diciembre de 1982 en Kanagawa) es un exfutbolista japonés. Jugaba de centrocampista y su último club fue el Zweigen Kanazawa de Japón.

## Trayectoria

### Clubes
| Club                | País  | Año         |
| ------------------- | ----- | ----------- |
| Consadole Sapporo   | Japón | 2001 - 2002 |
| Thespa Kusatsu      | Japón | 2003        |
| FC Horikoshi        | Japón | 2004 - 2005 |
| Rosso Kumamoto      | Japón | 2005        |
| Matsumoto Yamaga FC | Japón | 2006 - 2007 |
| Zweigen Kanazawa    | Japón | 2007 - 2008 |